# Nicole Nagrani
Nicole Nagrani (Florida, 29 de octubre de 1991) es una competidora de figura y modelo de fitness estadounidense.

## Carrera
Hija de la competidora de la IFBB Pro Figure Kristen Nagrani y del doctor Mark Nagrani, un cirujano de Lucknow (India), Nicole se dedicó al deporte desde muy joven y empezó a competir en fitness a los 14 años. Su primera competición de bikini fue la Copa NPC Ft. Lauderdale en 2009 y obtuvo su tarjeta IFBB Pro en 2010, el año en que la IFBB reconoció oficialmente la categoría de competición de bikini.
Fuera de la parcela deportiva, Nagrani estudió Medicina en la SUNY Upstate Medical University de Siracusa (Nueva York), así como en la Universidad del Sur de Florida, especializándose en dermatología y sirviendo como médico residente en el Carol & Frank Morsani Center.